# Кормак мак Айлелло
Кормак мак Айлелло (Кормак мак Айлелла; др.‑ирл. Cormac mac Ailello; погиб в 713) — король Мунстера (698/701—713) из рода Кашелских Эоганахтов.

## Биография
Кормак был сыном Айлиля и внуком Маэнаха мак Фингина, правившего Мунстером в 641—662 годах. Владения семьи Кормака находились вблизи Кашела.
Кормак мак Айлелло получил власть над Мунстером на рубеже VII и VIII веков. Средневековые исторические источники сообщают противоречивые сведения о преемственности мунстерских монархов того времени. Согласно спискам правителей Мунстера, сохранившимся в ирландской саге «История обнаружения Кашела» и трактате «Laud Syncronisms» (здесь он наделён одиннадцатью годами правления), Кормак был преемником Этерскела мак Маэл Умая из рода Эоганахтов из Айне и предшественником
Катала мак Фингуйне из Глендамнахских (Глендамайнских) Эоганахтов. Король Этерскел упоминается как правитель всего Мунстера в «Законе Адамнана», принятом в 697 году на Биррском синоде. Однако по данным ирландских анналов, предшественником Кормака был скончавшийся в 698 или в 701 году Айлиль мак Катайл из Глендамнахских Эоганахтов.
В анналах сообщается о войнах, которых Кормак мак Айлелло вёл в северных областях Мунстера. Во время одного из таких походов, совершённого в 708 году, он разграбил территорию Клиу (в современном графстве Лимерик). В 713 году Кормак совершил новый поход в Клиу против своих врагов из Дал Кайс. Однако в сражении при Карн Ферадайг (современном Каэрнарри) он потерпел поражение и пал на поле боя.
О том, кто был непосредственным преемником Кормака мак Айлелло на мунстерском престоле, среди современных историков нет единого мнения. Часть из них, основываясь на средневековых списках правителей Мунстера, считает, что после гибели Кормака власть над королевством получил Катал мак Фингуйне. Другие исследователи предполагают, что преемником Кормака был Этерскел мак Маэл Умай. Они основывают это мнение на данных ирландских анналов, в которых Катал начинает упоминаться как король Мунстера только после смерти Этерскела, скончавшегося в 721 году.